# Soraya Nefissi
Soraya Nefissi, née en mars 1978, française dont l'ascendance est tunisienne, a longtemps travaillé dans la production d'émissions audiovisuelles avant de créer des spectacles artistiques sur la chanson, par pays d'Afrique du Nord, pour mettre en exergue la culture musicale de ces pays.

## Biographie
Soraya Nefissi est née en mars 1978 en France. Sa famille est d'origine tunisienne, émigrée en France. Elle effectue des études de commerce.
Ensuite, elle travaille elle aussi en France et commence dans la production essentiellement audiovisuelle, apprenant ce métier sur le tas, et côtoyant des artistes, journalistes et animateurs très différents, pendant une vingtaine d'années : Nagui, Stéphane Bern, Daniel Schneidermann, Camille Combal, Jean-Pierre Foucault, etc.
Elle conseille et aide de nombreux évènements associatifs, culturels, caritatifs. Mais lui vient l'envie de créer son concept de spectacle, mettant en avant la culture de son pays d'origine, la Tunisie. En 2019, elle lance un événement festif dans la salle de l'Olympia à Paris : dix artistes bien connus dans son pays d'origine se succèdent sur scène avec des interventions d'animateurs entre deux artistes, un parrain pour ce spectacle, l'artiste Lotfi Bouchnak, des sponsors et une partie de la recette redistribuée au profit de deux associations,  l'Association tunisienne pour les enfants leucémiques, ce qui permet de créer une unité pédiatrique au sein de l'hôpital Aziza Othmana, et l'association Mnemty, créée par Saadia Mosbah pour lutter contre la discrimination. Parmi les artistes figurent Ghalia Benali, Mounir Troudi, Sabri Mosbah, mais aussi Souad Massi (chanteuse franco-algérienne et berbère). Le titre retenu pour ce spectacle, One night in Tunisia, est un discret hommage au morceau de Dizzy Gillespie, Night in Tunisia. C'est un succès. En 2020, elle crée son entreprise de productions, Soraya Productions.
Elle décline ensuite le même concept de spectacle pour différents pays : l'Algérie (One night in Algeria) en 2022, avec notamment Chaba Zahouania, l'Orchestre national de Barbès, Yasmine Ammari ou encore Sofiane Saidi, et en 2025, avec Cheb Bilal, Chaba Zahouania, Samira Brahmia, Kamel El Harrachi, Dalia Chih et d'autres, puis le Maroc (One Night in Morocco) en 2023, avec des artistes tels que Fatima Tihihit, ou encore Douzi, et pour la Tunisie à nouveau en 2023, avec Sabri Mosbah, Yasmine Azaiez, et Abir Nasraoui en particulier.